# Алафер, Георгий Леонгардович
Георгий Леонгардович Алафер (1900, Санкт-Петербург — 1973, Ленинград) — сотрудник НКВД, палач-расстрельщик, майор госбезопасности.

## Биография
Родился в семье Леонгарда Егоровича Алафера. Русский. Семья жила на Большом проспекте Петроградской стороны, № 35. После окончания городского училища работал учеником и подмастерьем в дамской парикмахерской «Делькруа».
С июня 1918 года служил охранником в штабе Ревохраны Петроградского района. В сентябре 1918 года — в Порховской уездной ЧК.
С января 1919 года — красноармеец в Псковском коммунистическом батальоне на Северо-Западном фронте, затем лечился в лазарете в Москве. С апреля 1920 года — красноармеец в трудовом батальоне в Челябинске, а с июля того же года — в Латышской дивизии на Южном фронте. В январе 1921 года направлен в Николаев на курсы младшего комсостава, по окончании которых назначен командиром взвода по борьбе с бандитизмом в Одесской губернии. В августе 1921 года — вновь на работе в Петроградской ЧК. Член ВКП(б) с 1927 года (в 1918 году состоял в РКП(б), но выбыл в феврале 1920 года по неактивности).
С 1931 года — помощник коменданта полпредства ОГПУ по Ленинградскому военному округу.
Расстреливал в Ленинграде и в Сандармохе (в последнем служил заместителем начальника расстрельной опербригады М. Р. Матвеева).
С сентября 1941 года — комендант ОО НКВД Лужской армейской группы, с 1943 года — комендант УКР СМЕРШ Ленинградского фронта, был тяжело ранен в ногу.
С 1946 года на пенсии. Жил в Ленинграде.

## Награды
- Орден Красной Звезды (28.11.1936) — за «особые заслуги в борьбе за упрочение социалистической законности»
- Орден Ленина (1945)
- Орден Красного Знамени (1945)
- Орден Отечественной войны I степени (1943)
- знак «Почётный чекист» (1934)

Приказом по УНКВД ЛО 20 декабря 1937 награждён ценным подарком за «самоотверженную работу по борьбе с контрреволюцией».